# Gunnar Bylin
Lars Gunnar Bylin, född 28 november 1940 i Sundsvall, död 22 april 2012 i Salems församling, Stockholms län, var en svensk läkare.
Bylin blev medicine kandidat 1961, medicine licentiat 1969 och medicine doktor vid Karolinska institutet 1987 på avhandlingen On lung function in asthma - variability, and effects of an air pollutant (nitrogen dioxide). Han var docent och specialist i allergisjukdomar.
Bylin valdes 1966 till ordförande i Svenska Clartéförbundet som efterträdare till Iréne Matthis, men lämnade denna post 1968. Han efterträdde 1969 Frank Baude som förbundsordförande i maoistiska Kommunistiska Förbundet Marxist-Leninisterna (KFML),  vilket 1973 antog namnet Sveriges kommunistiska parti (SKP). Han beviljades tjänstledighet för studier 1975 och ersattes då av vice partiordföranden Roland Pettersson, men återkom aldrig på grund av splittring inom partiet. Han uteslöts 1977 och inriktade sig därefter helt på sin läkarkarriär.